# Théhillac
Théhillac è un comune francese di 609 abitanti situato nel dipartimento del Morbihan nella regione della Bretagna.

## Storia

### Simboli
Lo sfondo di armellino è il simbolo dell'antico ducato di Bretagna a cui apparteneva Théhillac; il capo ondato rappresenta la Vilaine che scorre a nord del paese e la barca la pesca nel fiume; lo scudo con i tre crescenti è il blasone della famiglia de Théhillac che furono signori del luogo. Lo stemma comunale è sormontato da una corona muraria di comune e ornato da fasci di canne di palude e rami di castagno che simboleggiano le paludi e i boschi.

## Società

### Evoluzione demografica
Abitanti censiti